# Wittibreut
Wittibreut è un comune tedesco di 2 097 abitanti, situato nel land della Baviera.